# هانس برنهارد
هانس برنهارد (بالألمانية: Hans Bernhardt) مواليد 28 يناير 1906 في لايبزيغ - الوفاة 29 نوفمبر 1940 في أمستردام، كان دراج ألماني. سبق أن شارك في دورة الألعاب الأولمبية الصيفية وفاز بميدالية أولمبية.

## الميداليات
| الميدالية | المسابقة                       |
| --------- | ------------------------------ |
| برونزية   | الألعاب الأولمبية الصيفية 1928 |

## روابط خارجية
- هانس برنهارد على موقع أرشيف الدراجات (الإنجليزية)
- هانس برنهارد على موقع أوليمبيديا (الإنجليزية)